# Lloyd Brevett
Lloyd Brevet (Kingston, 1 d'agost de 1931 - Saint Andrew, 3 de maig de 2012) és un contrabaixista Jamaicà exmembre, de The Skatalites. És un rastafari i germà d'un membre de The Melodians, Tony Brevett.
Va viatjar per molts països del món com a membre fundador de The Skatalites. Ha produït dos àlbums de The Skatalites.
El juliol de 2002 a Toronto, Canadà, es va celebrar el concert de dues nits de "Legends of Ska" (Llegendes del Ska). Reunint van ser The Skatalites, Lloyd Knibb, Rico Rodriguez, Lloyd Brevett, Lester Sterling, Johnny Moore i Lynn Taitt, juntament amb Prince Buster, Alton Ellis, Owen Gray, Lord Creator, Justin Hinds, Derrick Harriott, Winston Samuels, Roy Wilson, Patsy Todd, Doreen Shaffer, Stranger Cole, Lord Tanamo i Derrick Morgan.

## Discografia

### Productor
- 1975 - African Roots - Lloyd Brevett and the Skatalites
- 1976 - The Skatalites llegendari